# БММ-4С
БММ-4С— украинская бронированная медицинская машина, разработанная Харьковским конструкторским бюро машиностроения на основе бронетранспортёра БТР-4Е, которая выпускается Харьковским заводом специальных машин.

## История
Весной 2014 года шесть БММ-4С из числа ранее забракованных по иракскому контракту были переданы Национальной гвардии Украины.
4 июня 2014 года один демонстрационный образец БММ-4С был представлен и. о. президента Украины А. В. Турчинову на полигоне Национальной гвардии под Чугуевом Харьковской области.
По состоянию на 15 августа 2014, БММ-4С проходила войсковые испытания.
24 августа 2014 три БММ-4С участвовали в военном параде в Киеве и ещё одна БММ-4С в этот же день была показана в центре Харькова, в зоне боевых действий две первые машины появились в ноябре 2014 года.
17 ноября 2014 директор Военно-медицинского департамента Министерства обороны Украины полковник медицинской службы Виталий Андронатий сообщил, что санитарные машины на базе БТР-4 проходят государственные испытания, но на вооружение ещё не приняты и окончательная стоимость одной единицы не утверждена.
Руководство ГК "Укроборонпром" обещало, что до конца 2014 года в зону боевых действий на востоке Украины поступят восемь бронированных медицинских машин БСЭМ-4К и БММ-4С, однако до конца ноября 2014 в зону АТО прибыли только две машины.
7 февраля 2021 года в докладе Украинской военно-медицинской академии было упомянуто, что с 2015 до конца 2020 года в войска передали семь БММ-4С.

## Описание

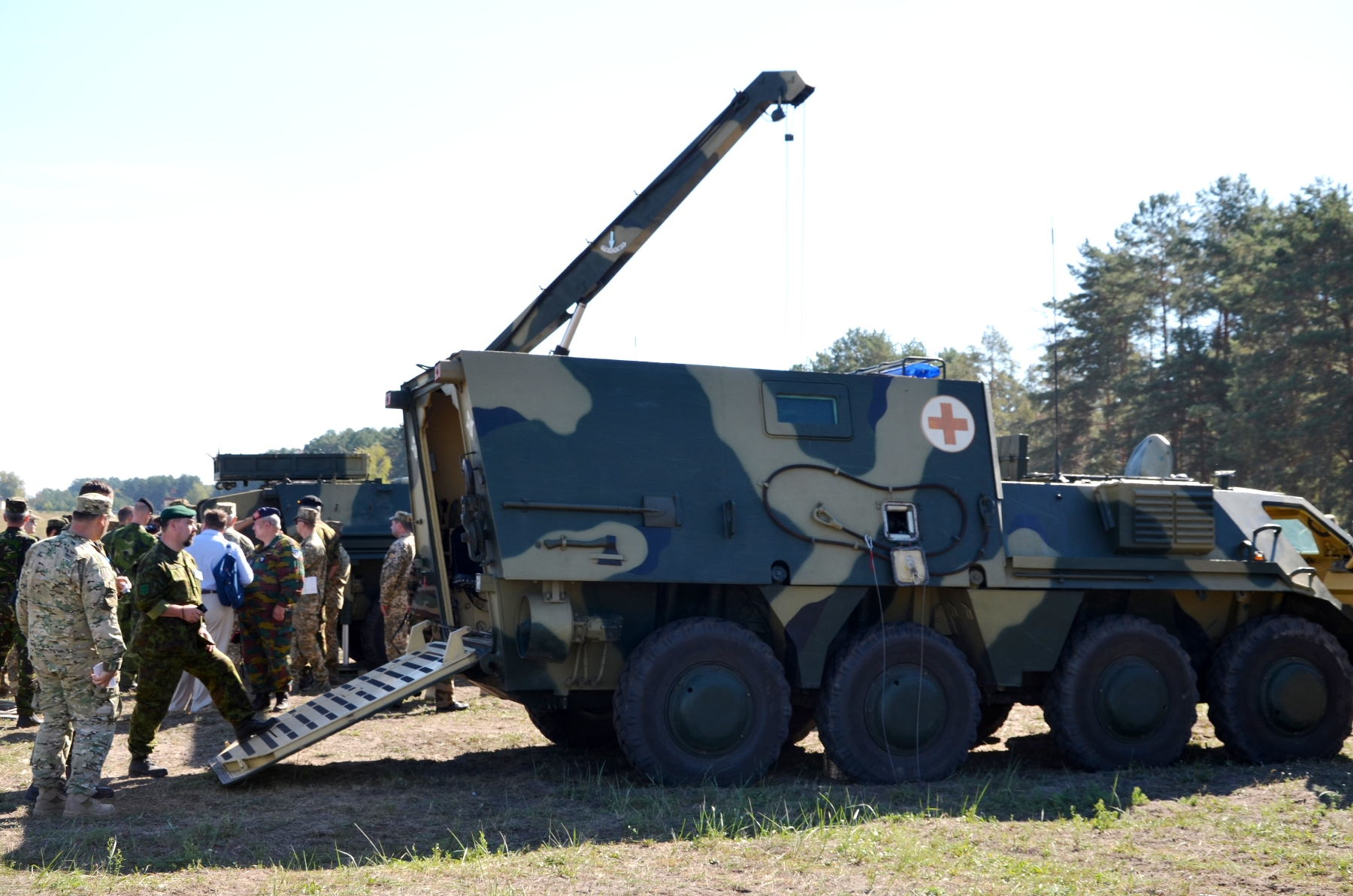
БММ-4С

БММ-4С предназначена для оказания доврачебной помощи и транспортирования раненых (в том числе, тяжелораненных) из труднодоступных районов, зон аварий, стихийных бедствий и боевых действий.
В сравнении с линейным БТР-4, объём корпуса машины существенно увеличен. Кормовая часть корпуса оборудована аппарелью.
Бронирование машины обеспечивает уровень баллистической и противоминной защиты дна в соответствии со стандартом 2-STANAG-4269.
Экипаж бронемашины — 3 человека (водитель, врач и санитар).
Кроме того, БММ-4С может принимать от 4 до 10 раненых (или 8 легкораненых в сидячем положении и двух на носилках, или четверых лежачих «тяжёлых» раненых).
В БММ-4С предусмотрены места для вооружения, медицинского оборудования, носилок, контейнера для медикаментов, термоконтейнера, контейнера для систем искусственного дыхания, дефибрилляции и переливания крови.

## Варианты и модификации
- БСЭМ-4К - бронированная санитарно-эвакуационная машина на базе БТР-4, разработанная для вооружённых сил Ирака. Масса машины составляет от 18,3 тонн[10] до 18,6 тонн[11]
- БММ-4С - бронированная медицинская машина на базе БТР-4Е, разработанная для вооружённых сил Украины[8].

## Страны-эксплуатанты
- Ирак:
  - Вооружённые силы Ирака — весной 2009 года были заказаны 30 БСЭМ-4К[12], 7 февраля 2013[13] в Харькове первая БСЭМ-4К была передана иракской стороне в составе партии из 42 бронетранспортёров. В марте 2013 в составе партии бронетехники БСЭМ-4К прибыла в Одессу для отправки в Ирак морским путём[14], однако в дальнейшем, иракская сторона отказалась принять всю партию из 42 бронетранспортёров и 2 января 2014[15] судно с бронетехникой вернулось на Украину[2]. Информации о исполнении контракта в последующее время не имеется
- Украина:
  - Национальная гвардия Украины - 2 апреля 2014 было объявлено, что НГУ получит восемь БММ-4С (из иракского заказа, шесть из которых к этому времени были уже достроены и ещё две находились в производстве)[16][17], 12 апреля 2014 года для НГУ началась отгрузка первых шести БММ-4С[18][19][2]
  - Вооружённые силы Украины — 15 августа 2014 года было объявлено, что БММ-4С будут приняты на вооружение украинской армии в ближайшее время и первые две машины будут поставлены до октября 2014[20]. Фактически, вооружённые силы получили две машины к концу ноября 2014[1][2]. К концу 2020 года в войска передали семь БММ-4С[8]